# Неисправимый оптимист
«Неисправимый оптимист» (англ. The Rage in Placid Lake; буквальное название Гнев Плейсида Лейка) — фильм австралийского режиссёра Тони МакНамара, снятый в 2003 году.

## Сюжет
Плейсиду Лейку «повезло» с родителями-неформалами. Мать одержима идеями свободной любви, а отец дилентански пытается проповедовать позитивную психологию. В итоге даже вызывающий фильм сына, в котором родители Плейсида сняты в момент обсуждения своих сексуальных проблем, они характеризуют как «смелый», а сына как «креативного». Однако, подобная «свобода» в семье оборачивается для мальчика проблемами в школе, где его регулярно избивают одноклассники Булл, Энгус и Ленчи. Но у Плейсида с детсадовского возраста есть и подруга — Джемма, отец которой только и мечтает, как сделать из дочери вторую Марию Кюри.
После школы Лейк решает изменить свою жизнь — к ужасу родителей он идёт работать в страховую компанию. Там он находит покровителя в виде начальника Джоэла, который постоянно пытается продвинуть молодого человека, в том числе включает его в инновационную программу «Быстрый свет». В этом проекте Плейсид знакомится с симпатичной сотрудницей Джейн, которая постоянно предлагает молодому человеку заняться сексом безо всякой эмоциональной близости. В то же время отношения Лейка с Джеммой только усложняются…

## В ролях
| Актёр             | Роль              |
| ----------------- | ----------------- |
| Джордан Брукин    | Плейсид в детстве |
| Бен Ли            | Плейсид Лейк      |
| Роуз Бирн         | Джемма Тейлор     |
| Миранда Ричардсон | Сильвия Лейк      |
| Лукас Фраккаро    | Булл в 5 лет      |
| Круиз Мойлан      | Энгус в 5 лет     |
| Зен Кросс         | Ленчи в 5 лет     |
| Гарри МакДональд  | Даг Лейк          |
| Элиза Хукер       | Джемма в детстве  |
| Джесси Спенс      | Дженни            |

| Актёр              | Роль        |
| ------------------ | ----------- |
| Симона Куллинан    | Шэрон       |
| Сократис Отто      | Бозо        |
| Тоби Шмитц         | Булл        |
| Натаниель Дин      | Ленчи       |
| Стефен Джеймс Кинг | Энгус       |
| Николас Хэммонд    | Билл Тейлор |
| Кристофер Столлери | Джоэл       |
| Френсис МакМахон   | Антон       |
| Саския Смит        | Джейн       |

## Награды
- 2004 — премия Australian Film Institute за лучший сценарий
- 2003 — премия Australian Writers' Guild за лучший игровой фильм
- 2003 — премия Australian Writers' Guild (лучший режиссёр)
- 2003 — премия Melbourne International Film Festival за популярный игровой фильм